# Гонзага Бульдогс (баскетбол)
Гонзага Бульдогс (англ. Gonzaga Bulldogs) — баскетбольная команда, представляющая университет Гонзага в первом баскетбольном мужском дивизионе NCAA. Располагается в Спокане (штат Вашингтон). Домашние матчи проводит в «Маккартни-атлетик-центре». Выступает в конференции Западного Побережья.
За всю историю баскетбольной программы, 15 баскетболистов Гонзаги становились игроками года конференции WCC, а два игрока — Фрэнк Бургес в 1961 году и Адам Моррисон в 2006 году — самыми результативными игроками всего чемпионата.
С 1999 года «Бульдогс» ежегодно выходят в турнир NCAA, четыре раза выходили в 1/4 финала, а в 2017 году дошли до финала, где уступили «Северной Каролине» со счётом 65:71.

## Достижения
- Финалист NCAA: 2017
- Полуфиналист NCAA: 2017
- Четвертьфиналист NCAA: 1999, 2015, 2017, 2019
- 1/8 NCAA: 1999, 2000, 2001, 2006, 2009, 2015, 2016, 2017, 2018, 2019
- Участие в NCAA: 1995, 1999, 2000, 2001, 2002, 2003, 2004, 2005, 2006, 2007, 2008, 2009, 2010, 2011, 2012, 2013, 2014, 2015, 2016, 2017, 2018, 2019
- Победители турнира конференции: 1995, 1999, 2000, 2001, 2002, 2004, 2005, 2006, 2007, 2009, 2011, 2013, 2014, 2015, 2016, 2017, 2018
- Победители регулярного чемпионата конференции: 1994, 1996, 1998, 1999, 2001, 2002, 2003, 2004, 2005, 2006, 2007, 2008, 2009, 2010, 2011, 2013, 2014, 2015, 2016, 2017, 2018, 2019